# Une mère indigne

Une mère indigne (The Good Mother) est un téléfilm américain réalisé par Richard Gabai et diffusé le 8 juin 2013 sur Lifetime. Il s'agit d'un film traitant principalement du thème du syndrome de Münchhausen par procuration.

## Synopsis
Lorsque Jillian, dont la mère est en désintoxication, se fait arrêter, c'est la mère de sa meilleure amie malade, Mélanie, qui lui paie sa caution et lui propose de l'héberger. Peu de temps après, sa meilleure amie meurt en ayant pour dernière parole de demander à Jillian de ne pas laisser sa petite sœur mourir. Lorsque la petite sœur de Mélanie tombe malade à son tour, Jillian va alors commencer à se poser des questions, se demander s'il n'y a pas une empoisonneuse.

## Fiche technique du film
- Réalisation : Richard Gabai
- Scénario : Shane Mathers et Matthew Riopelle
- Durée : 84 minutes
- Pays :  États-Unis

## Distribution
- Helen Slater (VF : Juliette Degenne) : Cheryl
- Meaghan Martin (VF : Noémie Orphelin) : Melanie
- Patrick Fabian (VF : Cyrille Monge) : Scott
- Samantha Bailey (VF : Adeline Chetail) : Hillary
- Camille Cregan (VF : Laëtitia Coryn) : Jillian
- James Eckhouse (VF : Michel Voletti) : Docteur Cullen
- Jean Louisa Kelly (VF : Marie-Laure Dougnac) : Rachel
- Ron Melendez (VF : Thomas Roditi) : Will
- Lesli Kay : Janet
- Deidrie Henry (VF : Isabelle Leprince) : l'infirmière Williams
- Jackie Debatin (VF : Cécile Marmorat) : Brooke
- Donald Sage Mackay : Bob
- Beverly D'Angelo (VF : Sylvie Feit) : la juge Kennedy
- Tim Herzog : l'ambulancier James
- James Hyde (VF : Jean-Christophe Clément) : Daniel
- Matthew Ashford : Peter
- Jason Brooks : l'officier Daniels
- Christopher Dempsey : l'ambulancier Cooper
- John Bonny : Jay
- Angeline-Rose Troy (VF : Annabelle Roux) : l'infirmière Peters
- Aubrey Peeples (VF : Claire Baradat) : Kate
- Silvia Esparza-Safran : l'assistante sociale
- Gary Garfinkel : l'inspecteur

Source et légende : Version française (VF) selon le carton du doublage français télévisuel.

## Accueil
Le téléfilm a été vu par 1,569 million de téléspectateurs lors de sa première diffusion.